# Metastazektomia
Metastazektomia, metastasektomia (ang. metastasectomy) – zabieg operacyjny polegający na usunięciu przerzutów nowotworowych z określonego narządu.